# La fuga di Benjamin Lerner
La fuga di Benjamin Lerner (titolo originale in yiddish: שטאָל און אײַזן [shtol un ayzn]) è un romanzo del 1927, il primo scritto dallo scrittore polacco Israel Joshua Singer. Il romanzo, suddiviso in sedici capitoli, narra le vicende del giovane ebreo galiziano Benjamin Lerner, disertore dell'esercito russo durante la prima guerra mondiale, prima nei territori occupati dai tedeschi e poi a Pietrogrado, durante le fasi convulse della rivoluzione russa.

## Trama
Varsavia, estate 1915. Il soldato dell'esercito imperiale russo Benjamin Lerner corre, appesantito da cappotto e zaino militare, per le strade della capitale polacca, in attesa di rientrare al reparto e tornare al fronte. Il caos provocato dalla guerra, la confusione nelle strade e i lavori in corso, gli spostamenti dei soldati a piedi e a cavallo, i cortei funebri, tutto questo impedisce a Lerner di presentarsi in tempo al suo reparto.
Divenuto un disertore, Lerner fa conoscenza di Szczygel un altro disertore, poi si reca a casa dello zio, reb Baruch Yosef, già ricco possidente di una vasta tenuta a Borówka, nella Galizia polacca. Come molti altri ebrei della Galizia, a causa della guerra Baruch Yosef ha dovuto abbandonare la sua tenuta ed assieme alla moglie Toybele e alla figlia Gitta, e si è rifugiato a Varsavia in un piccolo appartamento, dove accoglie e nasconde il nipote. Gitta e Lerner sono innamorati, ma Yosef è contrario a questa relazione e - a causa anche degli insuccessi nelle attività commerciali che ha intrapreso - preferirebbe dare in sposa la figlia al ricco vedovo Yekel Karlover, un altro profugo ebreo della Galizia che sta facendo grossi affari con le forniture militari all'esercito russo. L'insistenza di Baruch Yosef nel convincere Gitta a sposare Karlover è causa di un aspro litigio fra Lerner e lo zio, pertanto il giovane lascia la casa ed inizia a vagare per le strade di Varsavia, col rischio di essere arrestato dalla polizia militare.
Lerner trova provvisoria accoglienza nella casa delle Lepri, un gruppo di giovani artisti che vivono in una sorta di comunità, ma anche da lì è costretto a fuggire di nuovo, dopo che il padrone di casa Klebfish, che ha riservato pesanti attenzioni a Gitta ha minacciato di denunciare Benjamin alla polizia. L'esercito russo si sta ritirando precipitosamente da Varsavia, mentre il boato delle artiglierie scuote la città, infine viene fatto saltare dai russi il grande ponte sulla Vistola, terrorizzando gli abitanti. I nuovi occupanti tedeschi, guardati con curiosità mista a timore, si mettono subito all'opera ed un grande cantiere viene aperto sulla Vistola per ricostruire il ponte distrutto. Le operazioni sono dirette dal maggiore Meyer e i suoi attendenti Wunzel, Pupp e Gerlach. Lerner trova ivi lavoro come operaio e in breve si guadagna la stima dei compagni di lavoro. Tuttavia i tedeschi, oltre a trattare in modo disumano i lavoratori li prevaricano costantemente ed a loro volta si divertono. Rincontrato Szczygel, che ora ha abbracciato il socialismo e si fa chiamare Pecora Rossa, accetta di diventare il suo braccio destro nell'organizzare un'insurrezione che danneggi il cantiere; la mettono in atto a capodanno.
Costretto a darsi alla macchia, cambia nome in "Shlomo Segal" e ritrova Gitta, che rifiutato il suo corteggiatore viene scacciata da casa dal padre. Inaspettatamente viene riconosciuto da Aharon L'voviĉ, facoltoso e scaltro uomo d'affari che lo assume per il suo ultimo progetto: assistere dei rifugiati e ritrovare loro un posto dove ricominciare a vivere.

## Edizioni
- Israel Joshua Singer, La fuga di Benjamin Lerner, traduzione di Marina Morpurgo, Collana Varianti, Bollati Boringhieri, 2015, ISBN 978-88-339-2710-7.
- Israel Joshua Singer, Acciaio contro acciaio, traduzione di Anna Linda Callow, Collana Biblioteca Adelphi n. 652, Adelphi, 2016,  p. 240, ISBN 978-88-459-3080-5.